# Casimiro Loizaga Vildosola
Casimiro Loizaga Vildosola (Guernica, Vizcaya, 4 de marzo de 1782 – Bilbao, 21 de enero de 1841). Abogado, miembro de la gentry vizcaína y político nacido en Guernica el día 4 de marzo de 1782. Fue Diputado a Cortes en 1820 y Consultor y abogado fiscal del Señorío desde 1819 hasta su fallecimiento. Casimiro Loizaga murió en Bilbao el 21 de enero de 1841.

## Biografía

### Familia y estudios
Hijo de José Joaquín Loizaga, natural de Guernica, y María Francisca Vildosola, natural de Santa Rosa de Corodiyuachi, México. Estudió en la Universidad de Valladolid la carrera de Leyes en la que se graduó el 13 de agosto de 1807. Fue nombrado abogado en la Chancillería de Valladolid y el 28 de marzo de 1818 se incorporó a la sección de consejos. La torre solar de los Loizaga se halla en Galdames. Su patrimonio y estructura de ingresos le situaban en el Bilbao de su época en un estrato inferior, pero muy acomodado, en relación con las grandes fortunas de la nobleza vizcaína de su época.

### Guerra de la independencia
El 5 de noviembre de 1812 fue nombrado representante de la Diputación General de Vizcaya ante el general Gabriel Mendizabal, quien dirigía el séptimo ejército de operaciones contra las tropas napoleónicas y este le nombró vocal de la Junta de Agravios en diciembre de 1812. Ejerció interinamente la auditoría de guerra y marina de la comandancia de Vizcaya, desde el 13 de julio de 1813 hasta el 23 de octubre del mismo año, así como la de asesor del comandante de armas. Las Cortes ordinarias le nombraron vocal de número de la Junta provincial de censura de Vizcaya constituida el 25 de noviembre de 1813. En las Juntas Generales celebradas de 1814, como consecuencia del restablecimiento de la Monarquía absoluta y del régimen foral, Juan José María Yandiola, primer consultor, fue destituido por su colaboración con la administración napoleónica. Sin embargo, Casimiro Loizaga lo defendió. Las Juntas Generales acordaron nombrar a Loizaga consultor segundo y Abogado fiscal de todas las causas criminales de los juzgados de su distrito.

### La cuestión de las sustituciones
En el curso de sus sesiones, las Juntas Generales debatieron sobre la espinosa cuestión de las sustituciones. Según una práctica habitual y tolerada, una persona podía ostentar en las Juntas Generales la representación de varias localidades vizcaínas. J. A. Ventades, consultor primero, presentó una propuesta reglamentaria que limitara e impidiese la sustitución, lo cual afectaba directamente la práctica de las personas pudientes que habitaban en la urbe y tenían capacidad económica para concentrar las representaciones. Esta posición fue aprobada en 1814. En las Juntas Generales de 1816 Casimiro Loizaga defendió la posición de la élite tradicional, poseedora de grandes patrimonios terratenientes y para ello apelaba a la tradición liberal del fuero de modo que se oponía a una estricta reglamentación al respecto y apoyaba la práctica de las sustituciones. En la votación resultó ganadora la propuesta de Casimiro Loizaga.

### Diputado especial en Corte
El 19 de julio de 1816 fue elegido “diputado especial en Corte” para defender y garantizar la conservación de las atribuciones de las Juntas Generales y la consecución de unas medidas legales que pudieran reactivar la estructura productiva de Vizcaya. Los artículos industriales de Vizcaya, al atravesar las aduanas situadas en Vitoria, Orduña, Valmaseda y la línea del Ebro, eran conceptuados de extranjeros en las ciudades del interior, por lo que sufrían elevados gravámenes. En sus gestiones también defendió el autogobierno financiero y negoció la exención del servicio militar. Su estancia en Madrid se prolongó durante dos años y el 3 de agosto de 1818 solicitó su relevo en la Corte. En sesiones de septiembre de 1814, marzo de 1815, noviembre de 1818 y 1820, las Juntas Generales le tributaron un público reconocimiento por la defensa de los intereses de Vizcaya en Madrid.

### Primer consultor del señorío de Vizcaya
En 1819 comenzó a ejercer el cargo de primer consultor, es decir, asesor jurídico del Señorío para procurar que las leyes y decisiones de los distintos órganos de gobierno estuvieran en armonía con el ordenamiento legal foral de ámbito público y privado. De esa manera llegó a ser “el más notable abogado que tuvo Vizcaya en punto a conocimientos de su legislación Foral”, según Juan Eustaquio Delmas.

### Trienio liberal
Fue diputado electo a Cortes durante el Trienio Liberal y ejerció como diputado en 1821 y 1822. El autor de las "Condiciones y semblanzas de los Diputados a Cortes para las legislaturas de 1820 y 1821" le pintó de la siguiente manera: 

Vizcaino de seso y de peso, pero vizcaíno por mar y por tierra hasta que no vea arrancado de cuajo el árbol de Guernica con erraices (sic) y todo. Habla con pulcritud y melodía, observa mucha compostura y respeto, pero profesa también la doctrina de Pitágoras, y es de los que guarda su piquito hasta que los punzan (...). Remémbrense VV. SS. de la suerte de los girondinos, y de la que les cupo a los sabios moderados, callados, y confiados de todos los países y de todos los siglos.

Su liberalismo y compromiso político con las instituciones constitucionales durante el Trienio Liberal no le impidió que, en plena época de dominio de la reacción absolutista y restablecimiento de las Juntas Generales en 1823, volviera a ejercer el cargo de consultor, mientras que otros liberales tuvieron que exiliarse o fueron proscritos de las Juntas Generales.

### Primera carlistada y origen del fuerismo liberal
En los primeros días de la insurrección carlista en 1833, logró huir precipitadamente de Bilbao y quedó a salvo de la furia carlista contra las autoridades tachadas de liberales. Casimiro Loizaga volvió de nuevo a la actividad ordinaria de la Diputación General legítima cuando el general Pedro Sarsfield entró en Bilbao el 25 de noviembre de 1833 y huyeron las autoridades carlistas que controlaban la ciudad. Se comprometió en la defensa de la Diputación General legítima y defendió desde posiciones liberales el régimen foral; mientras tanto su hijo Timoteo, futuro diputado general de Vizcaya en el bienio 1848-1850, se fue con la “muchachada carlista” según expresión de J. E. Delmas. Posteriormente se unió e identificó con el grupo alavés compuesto por Blas López (consultor de Álava), Fausto Otazu e Íñigo Ortés de Velasco, quienes escribieron y publicaron en el mes de noviembre de 1834 en Madrid "Observaciones sobre la necesidad de examinar el régimen administrativo de las Provincias Vascongadas para fallar con acierto en esta materia". Colaboraron estrechamente en Madrid y consensuaron sus reflexiones sobre el Estatuto Real desde los postulados que defendían el régimen foral, lo cual les valió para diseñar una visión sobre una posible interpretación liberal del régimen foral, de modo que los poderes públicos forales fueran compatibles con el nuevo marco liberal-constitucional de España. 
Desde 1834 hasta su muerte en 1841, en tanto que consultor primero del Señorío, logró definir una selección de principios constitutivos de derecho público del fuero de Vizcaya de 1526, para su comprensión según el lenguaje propio del constitucionalismo liberal de la época. Por otro, desarrolló una práctica política y negociadora de inserción institucional en el nuevo Estado-nación particularmente durante la fase del Estatuto Real o carta constitucional otorgada del 10 de abril de 1834 bajo la dirección de Martínez de la Rosa. El Estatuto Real estuvo vigente hasta agosto de 1836 en que se restableció la Constitución de 1812 y en 1837 se aprobó una nueva constitución.

### El primer informe sobre compatibilidad entrefuerosy estatuto real
Casimiro Loizaga realizó el primer informe sobre compatibilidad del Estatuto Real y el régimen foral. Es entonces cuando puso las bases de su doctrina de como se puede colegir del contenido de la carta que remitió a la Diputación General, firmada el 9 de junio de 1834. En el contenido del Acta de la Junta General de 18 de octubre de 1812 se halla expresada de un modo terminante la voluntad de Vizcaya en conservar su gobierno peculiar sin variarlo al menos hasta tanto que pudiendo exponer sus fundamentos se resolviese sobre la compatibilidad de varias de sus Instituciones con el espíritu y objeto de la Constitución general de la Monarquía. El acuerdo de la Junta General de 26 de marzo de 1820 manifiesta bien clara y enérgicamente el generoso desprendimiento de Vizcaya para uniformarse con los demás españoles en cuanto sea compatible con su estéril terreno y costumbres especiales, autorizando al efecto a su Diputación General para que expusiera al Gobierno lo conducente a preparar las transacciones y medidas que fueren necesarias, sin que en el ínterin se innove el sistema foral. En la misma carta, explicitó su proyecto para conciliar la convocatoria de las provincias de Vizcaya, Guipúzcoa y Álava a las Cortes Generales del Reino, con la conservación de las especiales Instituciones administrativas que tan esencialmente han contribuido a la prosperidad del País Vascongado:
1. Las Provincias Vascongadas nombrarán en sus respectivas Juntas Generales los procuradores que las competan por su población para las Cortes de la Monarquía Española.
2. Se reunirán en la forma acostumbrada las Juntas Generales de cada una de las tres provincias para nombrar los individuos de sus Diputaciones Generales y los procuradores a Cortes, acordar los arbitrios o repartimientos necesarios a cubrir sus gastos y obligaciones privativas y los contingentes de los pedidos a que deban contribuir.
3. Las mismas Juntas Generales proveerán en las vacantes que ocurran de los empleados que hayan sido nombrados por ellas.
4. Continuarán sin novedad las respectivas Diputaciones Generales desempeñando todas las atribuciones político-económico-gubernativas que han ejercido hasta ahora.
5. Las Diputaciones Generales de cada una de las tres Provincias seguirán recaudando y administrando todos los fondos destinados para el pago de los empleados, obligaciones y gastos provinciales.
6. No se innovarán los contratos y empresas pendientes de las diversas obras públicas de las Provincias Vascongadas, recaudándose y administrándose sus fondos por los métodos especiales con que actualmente se rigen.

Estas medidas fueron debatidas y aprobadas por los comisionados en Corte de las tres provincias hermanas, Fausto de Otazu por Álava, El Conde de Monterrón y Juan Esteban Izaga por Guipúzcoa y Casimiro Loizaga por Vizcaya quien solicitó a la Diputación de Vizcaya su aprobación. Una versión de estas bases la encontramos en el documento que remitió el comisionado de Álava, Fausto de Otazu, a su Diputación: "Apuntes sobre el modo de conciliar la convocación del las Provincias de Vizcaya, Guipuzcoa y Álava a las Cortes Generales del reyno, con la conservación de las especiales Instituciones administrativas que tan esencialmente han contribuido a la prosperidad del país Vascongado", del 8 de mayo de 1834, que puede considerarse como el documento fundacional en términos doctrinarios y políticos de una nueva tendencia política, la del liberalismo fuerista. Cabe decir que en el libro de Joseba Agirreazkuenaga "Euskal herritarren burujabetza" (Irún, Alberdania, 2012, p. 96, nota 33) este texto se atribuye a los mismos comisionados de antes Fausto Otazu por Álava, Casimiro Loizaga por Vizcaya y Juan Esteban Izaga y el Conde de Monterrón por Guipúzcoa. Este documento, contenido en la correspondencia entre Otazu y Ortés de Velasco (Fausto de Otazu e Íñigo Ortés de Velasco. Cartas 1834-1841, edición de Vidal-Abarca, Verástegui y Otazu, Vitoria, Diputación foral, 1995, pp. 362-363), si confirmamos esa fecha del 8 de mayo, adelanta en varios meses al propuesto tanto por Coro Rubio Pobes, en su trabajo “Liberalismo, fuerismo y fueros vascos entre 1839 y 1868” (dentro de libro colectivo "Los liberales. Fuerismo y liberalismo en el País Vasco, 1808-1876", Vitoria, Fundación Sancho el Sabio, 2002, pp. 133-160), como por Javier Fernández Sebastián (recordemos su tesis doctoral, recogida en el libro La génesis del fuerismo, Madrid, siglo XXI, 1991). Todos ellos dan como documento fundacional del fuerismo liberal, en palabras de Javier Fernández Sebastián, un famoso folleto editado en 1834 titulado "Observaciones sobre la necesidad de examinar el régimen administrativo de las Provincias Vascongadas para fallar con acierto en esta materia" (Madrid, Imprenta de Burgos, noviembre de 1834)”.

### Proyecto de arreglo o modificación foral para Vizcaya
En 1839 fue nombrado senador por la Reina Isabel II sin que ocupara el escaño. No obstante, en el último trimestre del mismo año, redactó un proyecto de arreglo o modificación Foral para fijar los términos políticos y jurídicos que permitieran conjugar la compatibilidad entre el régimen foral de Vizcaya y la Constitución de 1837, es decir, una suerte de estatuto político de Vizcaya en razón de su constitución histórica, tal como lo interpreta el historiador Joseba Agirreazkuenaga, autor que entronca ese proyecto con el que presentó Juan José María Yandiola, consultor del Señorío y diputado por Vizcaya en la Asamblea de Bayona en 1808, pero a quien Loizaga en ningún momento cita. La exposición introductoria del Proyecto de arreglo Foral, redactado y presentado a la comisión de las Juntas Generales de Vizcaya, que debía informar sobre la modificación foral en diciembre en 1839, se funda en referencias al derecho histórico y a la voluntad general expresada en las Juntas Generales e inaugura un nuevo discurso político y jurídico para integrar y fundamentar la compatibilidad legal entre la foralidad de Vizcaya y la nueva constitución política de la monarquía: 

Ha llegado felizmente la época de que al ponerse en ejecución lo acordado por las Cortes Generales del Reino y sancionado por S. M. en la ley de 25 de octubre último, pueda realizarse el pensamiento emitido en el año de 1812 y reproducido en el de 1820 por las Juntas Generales de Vizcaya.

En las mencionadas fechas las Juntas Generales de Vizcaya reclamaron el reconocimiento del régimen foral de Vizcaya y su adaptación al nuevo constitucionalismo español.

### La defensa legal de Loizaga
Su pensamiento y obra jurídica en relación con el régimen foral permaneció como fuente de inspiración obligada de los consultores de Vizcaya hasta 1876. Además se puede afirmar que su doctrina y fórmula para expresar la compatibilidad del régimen foral en relación con la constitución liberal española fue la que adoptaron y reprodujeron, con distintos matices, los fueristas de mediados de siglo y la actualizó Fidel de Sagarmínaga en sus memorias históricas, para la explicación de su defensa del régimen foral en relación con la ley del 21 de julio de 1876. Sagarmínaga cita la Defensa legal como fuente de autoridad jurídica para referirse al poder legislativo que encerraba el régimen foral de Vizcaya. En los dos últimos decenios la producción historiográfica ha ponderado su protagonismo en favor de la pervivencia del régimen foral durante el período del Estatuto Real.